# Jangorzo FC
Jangorzo FC és un club de futbol nigerí que té la seu a Maradi. El seu estadi és l'Estadi de Maradi. Ha guanyat un Campionat del Níger de futbol (1983) i una Copa del Níger (1983).

## Palmarès
- Lliga nigerina de futbol:[1]

1983
- Copa nigerina de futbol:[2]

1983